# Jorgos Averoff
Jorgos Averoff nebo Γεώργιος Αβέρωφ (15. srpna 1815 Metsovo – 15. července 1899 Alexandrie) byl řecký podnikatel. Pocházel z arumunské rodiny, od mládí žil v Egyptě, kde původně pomáhal staršímu bratrovi v obchodu s textilem, později se osamostatnil a zbohatl jako bankéř, rejdař a obchodník s nemovitostmi. Byl významným mecenášem řecké komunity v Egyptě i ve staré vlasti: spolu s Kalliopi Kehagiosovou se podílel na reformě vězeňství, díky jeho finanční podpoře byla založena Athénská konzervatoř a zemědělská škola v Larise, nechal vybudovat kampus Národní technické univerzity v Athénách, přispěl také na rekonstrukci antického stadionu Panathinaiko před Letními olympijskými hrami 1896 a pomník Rigase Feraiose v Athénách, zakoupil první řecký válečný křižník, který dostal jeho jméno.